# 片山正英
片山 正英（かたやま まさひで、1914年（大正3年）2月17日 - 2005年（平成17年）3月22日）は、昭和期の農林官僚、政治家。参議院議員、林野庁長官。

## 経歴
宮城県仙台市出身。1939年（昭和14年）東京帝国大学農学部林学科を卒業した。
農林省に入省し、同山林局、林野庁、経済審議庁などで勤務。群馬県林務部長、林野庁業務部長などを歴任し、林野庁長官に1967年（昭和42年）9月から1970年（昭和45年）1月まで在任して退官した。
1971年（昭和46年）6月の第9回参議院議員通常選挙に全国区から自由民主党公認で出馬して初当選。なお、この選挙を通じて関係者19人が買収、文書違反の疑いで逮捕されている。1977年（昭和52年）7月の第11回通常選挙で再選され、参議院議員に連続2期在任した。この間、第2次田中角栄第2次改造内閣と三木内閣の科学技術政務次官、三木改造内閣と福田赳夫内閣の農林政務次官、参議院文教委員長、自民党林政調査会副会長、同住宅対策特別委員会副委員長、同科学技術部会長、日本林業協会副会長などを務めた。所属会派は自由民主党・自由国民会議であった。
その後、日本林業協会名誉会長となった。
1984年（昭和59年）春の叙勲で勲二等旭日重光章受章。
2005年（平成17年）3月22日死去、91歳。死没日をもって正四位に叙される。